# Estigmene
Estigmene är ett släkte av fjärilar. Estigmene ingår i familjen björnspinnare.

## Dottertaxa tillEstigmene, i alfabetisk ordning[1]
- Estigmene acrea
- Estigmene acria
- Estigmene alba
- Estigmene albida
- Estigmene angustipennis
- Estigmene ansorgei
- Estigmene arizonensis
- Estigmene atrifascia
- Estigmene aureacosta
- Estigmene bayoni
- Estigmene biguttata
- Estigmene brosi
- Estigmene californica
- Estigmene caprotina
- Estigmene ceylonensis
- Estigmene cingulata
- Estigmene columbiana
- Estigmene confluens
- Estigmene conjuncta
- Estigmene dorsalis
- Estigmene femina
- Estigmene flava
- Estigmene flaviceps
- Estigmene florescens
- Estigmene griseata
- Estigmene griseipennis
- Estigmene imbuta
- Estigmene integra
- Estigmene internigralis
- Estigmene irregularis
- Estigmene khasiana
- Estigmene klagesii
- Estigmene laglaizei
- Estigmene lativitta
- Estigmene lemniscata
- Estigmene linea
- Estigmene lineata
- Estigmene liparidoides
- Estigmene melanoxantha
- Estigmene menthastrina
- Estigmene mexicana
- Estigmene mombasana
- Estigmene multivittata
- Estigmene neuriastis
- Estigmene nigricans
- Estigmene normalis
- Estigmene obliquifascia
- Estigmene ochreolutescens
- Estigmene ochreomarginata
- Estigmene packardii
- Estigmene pamphilia
- Estigmene pembertoni
- Estigmene perima
- Estigmene perrotteti
- Estigmene pseuderminea
- Estigmene quadriramosa
- Estigmene ramifera
- Estigmene rickseckeri
- Estigmene rothi
- Estigmene sabulosa
- Estigmene scita
- Estigmene senegalensis
- Estigmene sikkimensis
- Estigmene similis
- Estigmene strigatum
- Estigmene takanoi
- Estigmene tegulalis
- Estigmene tenuistrigata
- Estigmene testaceoflava
- Estigmene tripartita
- Estigmene trivitta
- Estigmene truncata
- Estigmene unilinea
- Estigmene verticipicta
- Estigmene williami
- Estigmene vittata